# Coronaspis malabarica
Coronaspis malabarica är en insektsart som beskrevs av Sadao Takagi 1999. Coronaspis malabarica ingår i släktet Coronaspis och familjen pansarsköldlöss. Inga underarter finns listade i Catalogue of Life.